# Paul Freeman
Paul Freeman (Barnet, 18 gennaio 1943) è un attore britannico.
Attivo in teatro e in televisione, le sue interpretazioni più note al grande pubblico sono quelle dell'archeologo René Belloq, rivale di Indiana Jones ne I predatori dell'arca perduta, e del malvagio barone Gustav Reibmann nella stagione 4 della serie televisiva Falcon Crest.

## Biografia
Freeman nasce a Barnet, nell'Hertfordshire inglese, il 18 gennaio del 1943. Inizia a lavorare come insegnante e pubblicitario, per recitare piccole parti in teatro, e appare nelle produzioni di Sogno di una notte di mezza estate e di Amleto. Inizia ad avere ruoli da protagonista nel National Theatre e nella Royal Shakespeare Company, e nel 1974 è cofondatore del suo gruppo teatrale, la Joint Stock Theatre Company, assieme al regista Max Stafford-Clark.
In 1977 appare in The Strange Case of the End of Civilization as We Know It con John Cleese. In 1978 fa il suo debutto in televisione nell'acclamato serial Life of Shakespeare (1978). Freeman recita anche nel docu-drama della ATV Death of a Princess, un film controverso sull'esecuzione dell'arabo Misha'al bint Fahd al Saud. Nel 1980 Freeman inizia la sua carriera cinematografica apparendo in Quel lungo venerdì santo assieme a Bob Hoskins, e ne I mastini della guerra (1981). Nel 1981 è protagonista dell show televisivo Winston Churchill: The Wilderness Years.
Nello stesso anno Steven Spielberg e George Lucas scelgono Freeman per interpretare l'archeologo francese René Belloq, il rivale del dottor Indiana Jones ne I predatori dell'arca perduta. Il film fu per lui il trampolino di lancio verso Hollywood dove proseguì a interpretare il ruolo del cattivo, sfruttando il suo eccezionale talento per gli accenti stranieri. Utilizzando un altro accento, questa volta il tedesco, interpreta il barone tedesco Gustav Riebmann nella quarta stagione di Falcon Crest, messa in onda in Gran Bretagna nel 1984-1985. Nel 1988 interpreta il Professor Moriarty in Senza indizio, assieme a Michael Caine come Sherlock Holmes e a Ben Kingsley nei panni di Watson, e nel 1995 è Ivan Ooze ne Mighty Morphin Power Rangers: The Movie
Freeman è presente in alcune opere di successo come nelle serie TV Monarch of the Glen, E.R. - Medici in prima linea, Falcon Crest e Le avventure del giovane Indiana Jones. Recita anche in alcune mini-serie, tra cui Murderers Among Us: The Simon Wiesenthal Story (1989) e The Final Cut (1995). Nel 2004 Freeman interpreta Angus, il caddie del golfista Bobby Jones in Bobby Jones: A Stroke of Genius. Tra il 2006 e il 2007 recita da protagonista nel dramma della BBC New Street Law assieme a John Hannah. Sempre nel 2007 interpreta il reverendo Philip Shooter in Hot Fuzz assieme a Simon Pegg e Nick Frost. Tra il 2007 e il 2009 presta il suo volto per alcuni spot commerciali della Travelers Insurance.
Tra i suoi lavori televisivi, Freeman è apparso in un episodio della serie L'ispettore Barnaby, intitolato Ombre del passato. Ha fatto anche la sua apparizione nel crime drama televisivo Waking the Dead, nell'episodio "Straw Dog", e ha interpretato Adam Kingsley nell'adattamento televisivo trasmesso sulla BBC del romanzo La stanza al buio di Minette Walters. Nel 2008 viene apprezzato come George Aaranow nel revival londinese del dramma Glengarry Glen Ross di David Mamet. Nel 2012 interpreta Thomas Erpingham nell'adattamento shakespeariano della BBC dell'Enrico V (Shakespeare) presente nella serie The Hollow Crown.

## Vita privata
È sposato con Maggie Scott, che ha recitato con lui nel film del 1981 I mastini della guerra. Hanno una figlia. Freeman era stato in precedenza sposato con l'attrice Judy Matheson.

## Filmografia

### Cinema
- Feelings, regia di Gerry O'Hara (1976)
- Quel lungo venerdì santo (The Long Good Friday), regia di John Mackenzie (1980)
- I mastini della guerra (The Dogs of War), regia di John Irvin (1980)
- I predatori dell'arca perduta (Raiders of the Lost Ark), regia di Steven Spielberg (1981)
- An Unsuitable Job for a Woman, regia di Christopher Petit (1982)
- Chi osa vince (Who Dares Wins), regia di Ian Sharp (1982)
- Il messaggero della morte (The Sender), regia di Roger Christian (1982)
- Si elle dit oui... je ne dis pas non, regia di Claude Vital (1983)
- Flight to Berlin, regia di Christopher Petit (1984)
- Shanghai Surprise, regia di Jim Goddard (1986)
- Un mondo a parte (A World Apart), regia di Chris Menges (1988)
- Senza indizio (Without a Clue), regia di Thom Eberhardt (1988)
- Prigioniero a Rio (Prisoner of Rio), regia di Lech Majewski (1988)
- The Last Island, regia di Marleen Gorris (1990)
- L'esercizio del potere (Eminent Domain), regia di John Irvin (1990)
- Air Force - Aquile d'acciaio 3 (Aces: Iron Eagle III), regia di John Glen (1992)
- Come una donna (Just Like a Woman), regia di Christopher Monger (1992)
- Piccolo grande amore, regia di Carlo Vanzina (1993)
- Power Rangers - Il film (Mighty Morphin Power Rangers: The Movie), regia di Bryan Spicer (1995)
- L'ussaro sul tetto (Le hussard sur le toit), regia di Jean-Paul Rappeneau (1995)
- Squillo, regia di Carlo Vanzina (1996)
- Double Team - Gioco di squadra (Double Team), regia di Tsui Hark (1997)
- The 3 Kings, regia di Shaun Mosley (2000)
- Morlang, regia di Tjebbo Penning (2001)
- Mrs Caldicot's Cabbage War, regia di Ian Sharp (2002)
- And Now... Ladies & Gentlemen, regia di Claude Lelouch (2002)
- Haker, regia di Janusz Zaorski (2002)
- George and the Dragon, regia di Tom Reeve (2004)
- Bobby Jones - Genio del golf (Bobby Jones: Stroke of Genius), regia di Rowdy Herrington (2004)
- La fiesta del Chivo, regia di Luis Llosa (2005)
- Hot Fuzz, regia di Edgar Wright (2007)
- Centurion, regia di Neil Marshall (2010)
- Viral, regia di Azi Rahman – cortometraggio (2011)
- Hard Boiled Sweets, regia di David L.G. Hughes (2012)
- A Fantastic Fear of Everything, regia di Crispian Mills e Chris Hopewell (2012)
- After Death, regia di Martin Gooch (2012)
- Getaway - Via di fuga (Getaway), regia di Courtney Solomon (2013)
- Trimming Pablo, regia di Tim Newton – cortometraggio (2013)
- Bad Day at the Office, regia di Nick Scott – cortometraggio (2013)
- Promakhos, regia di Coerte Voorhees e John Voorhees (2014)
- A Private Man, regia di Paul Wade e Simon Wade – cortometraggio (2015)
- New York Academy - Freedance (High Strung), regia di Michael Damian (2016)
- The Gatehouse, regia di Martin Gooch (2016)
- Tokyo Trial, regia di Rob W. King e Pieter Verhoeff (2017)
- Viking Destiny (Of Gods and Warriors), regia di David L.G. Hughes (2018)
- Il club dei delitti del giovedì (The Thursday Murder Club), regia di Chris Columbus (2025)

### Televisione
- Champion House – serie TV, episodio 1x09 (1967)
- The Last of the Baskets – serie TV, episodio 2x02 (1972)
- Jason King – serie TV, episodio 1x24 (1972)
- Gli invincibili (The Protectors) – serie TV, episodio 1x10 (1972)
- Coronation Street – serie TV, episodio 1x1280 (1973)
- ITV Saturday Night Theatre – serie TV, episodio 6x03 (1973)
- Paesaggio segreto (Childhood) – serie TV, episodio 1x01 (1974)
- Baa Baa Black Sheep, regia di Mike Newell – film TV (1974)
- Couples – serie TV, episodi 1x58-1x59-1x60 (1976)
- The XYY Man – serie TV, episodi 1x01-1x02-1x03 (1976)
- Scorpion Tales – serie TV, episodio 1x03 (1978)
- Will Shakespeare – serie TV, 6 episodi (1978)
- L'ispettore Regan (The Sweeney) – serie TV, episodio 4x11 (1978)
- Play of the Month – serie TV, episodio 14x02 (1979)
- Le sconfitte di un vincitore: Winston Churchill 1928-1939 (Winston Churchill: The Wilderness Years), regia di Ferdinand Fairfax – miniserie TV (1981)
- BBC2 Playhouse – serie TV, episodio 8x13 (1982)
- Play for Today – serie TV, episodi 10x28-12x04-12x17 (1980-1982)
- Q.E.D. – serie TV, episodio 1x04 (1982)
- Crown Court – serie TV, episodi 3x109-7x13-11x19 (1974-1982)
- Gavilan – serie TV, episodio 1x01 (1982)
- Enemies of the State, regia di Eva Kolouchova e Leslie Woodhead – film TV (1983)
- New York New York (Cagney & Lacey) – serie TV, episodio 3x03 (1984)
- Sacharov (Sakharov), regia di Jack Gold – film TV (1984)
- Mitch – serie TV, episodio 1x07 (1984)
- Falcon Crest – serie TV, 19 episodi (1984-1985)
- A.D. - Anno Domini (A.D.), regia di Stuart Cooper – miniserie TV (1985)
- Sins – miniserie TV (1986)
- Worlds Beyond – serie TV, episodio 1x02 (1986)
- Yesterday's Dreams – serie TV, 7 episodi (1987)
- Pursuit – miniserie TV (1989)
- Magic Moments, regia di Lawrence Gordon Clark – film TV (1989)
- Murderers Among Us: The Simon Wiesenthal Story, regia di Brian Gibson – film TV (1989)
- Perry Mason: Crimini di guerra (Perry Mason: The Case of the Desperate Deception), regia di Christian I. Nyby II – film TV (1990)
- Una pillola per due (Les belles Américaines), regia di Carol Wiseman – film TV (1990)
- Under Cover – serie TV, episodio 1x04 (1991)
- Van der Valk – serie TV, episodio 5x02 (1992)
- Indagine allo specchio (Double Edge), regia di Steve Stafford – film TV (1992)
- A Dangerous Man: Lawrence After Arabia, regia di Christopher Menaul – film TV (1992)
- Boon – serie TV, episodi 3x09-7x09 (1988-1992)
- Full Stretch – serie TV, episodio 1x06 (1993)
- In Suspicious Circumstances – serie TV, episodio 3x01 (1993)
- Le avventure del giovane Indiana Jones (The Young Indiana Jones Chronicles) – serie TV, episodi 1x03-2x11 (1992-1993)
- Between the Lines – serie TV, episodio 2x04 (1993)
- Viper – serie TV, episodio 1x02 (1993)
- Aquila rossa (Lie Down with Lions), regia di Jim Goddard – film TV (1994)
- Grushko – serie TV, episodi 1x02-1x03 (1994)
- The Final Cut – miniserie TV (1995)
- I racconti della cripta (Tales from the Crypt) – serie TV, episodio 7x09 (1996)
- Sansone e Dalila (Samson and Delilah) – miniserie TV (1996)
- Circles of Deceit: Sleeping Dogs, regia di Alan Grint – film TV (1996)
- Ruth Rendell Mysteries – serie TV, episodi 10x02-10x03 (1997)
- Only Love, regia di John Erman – film TV (1998)
- L'aritmetica del diavolo (The Devil's Arithmetic), regia di Donna Deitch – film TV (1999)
- The Dark Room – serie TV, episodi 1x01-1x02 (1999)
- Rough Treatment, regia di Audrey Cooke – film TV (2000)
- Ispettore Morse (Inspector Morse) – serie TV, episodio 8x05 (2000)
- Ghost Stories for Christmas – miniserie TV (2000)
- Fields of Gold, regia di Bill Anderson – film TV (2002)
- E.R. - Medici in prima linea (ER) – serie TV, episodi 5x02-7x18-9x01 (1998-2002)
- Monarch of the Glen – serie TV, 11 episodi (2002-2003)
- When I'm Sixty-Four, regia di Jon Jones – film TV (2004)
- Frontline – serie TV, episodi 23x07 (2005)
- Waking the Dead – serie TV, episodi 5x07-5x08 (2005)
- L'ispettore Barnaby (Midsomer Murders) – serie TV, episodio 9x04 (2006)
- Number 13, regia di Pier Wilkie – film TV (2006)
- New Street Law – serie TV, 14 episodi (2006-2007)
- Diamond Geezer – miniserie TV (2007)
- The Whistleblowers – serie TV, episodi 1x04-1x06 (2007)
- Hotel Babylon – serie TV, episodio 3x01 (2008)
- Poirot (Agatha Christie's Poirot) – serie TV, episodio 11x04 (2008)
- Lark Rise to Candleford – serie TV, episodio 2x08 (2009)
- Il coraggio di Irena Sendler (The Courageous Heart of Irena Sendler), regia di John Kent Harrison – film TV (2009)
- Spanish Flu: The Forgotten Fallen, regia di Justin Hardy – film TV (2009)
- Spooks – serie TV, episodio 9x05 (2010)
- The Hollow Crown, regia di Rupert Goold, Richard Eyre e Thea Sharrock – miniserie TV (2012)
- Strike Back – serie TV, episodi 3x05-3x06 (2012)
- La Bibbia (The Bible), regia di Crispin Reece, Tony Mitchell e Christopher Spencer – miniserie TV (2013)
- Countdown to Murder – serie TV, episodio 1x01 (2013)
- Lucan – serie TV, episodio 1x01 (2013)
- Da Vinci's Demons – serie TV, 4 episodi (2015)
- Tokyo Trial – miniserie TV (2016)
- A Very English Scandal – miniserie TV (2018)
- Absentia – serie TV, 30 episodi (2017-2020)
- L'uomo che cadde sulla terra (The Man Who Fell to Earth) – serie TV, episodio 1x02 (2022)

## Doppiatori italiani
Nelle versioni in italiano delle opere in cui ha recitato, Paul Freeman è stato un episodio:
- Sergio Di Stefano ne Il messaggero della morte, Piccolo grande amore, Squillo
- Dante Biagioni in Bobby Jones - Genio del golf, Centurion, Poirot
- Sandro Iovino ne I predatori dell'arca perduta, Shanghai Surprise
- Bruno Alessandro in New York Academy, A Very English Scandal
- Pietro Biondi in Senza indizio, E.R. - Medici in prima linea (ep. 7x18)
- Gianni Musy in E.R. - Medici in prima linea (ep. 9x01), Hot Fuzz
- Walter Maestosi in E.R. - Medici in prima linea (ep. 5x02)
- Renato Cortesi ne I mastini della guerra
- Franco Zucca in Perry Mason: Crimini di guerra
- Adolfo Fenoglio in Power Rangers - Il film
- Sergio Graziani in Double Team - Gioco di squadra
- Vincenzo Ferro in L'aritmetica del diavolo
- Domenico Crescentini in George and the Dragon
- Giorgio Lopez in La Bibbia
- Gabriele Martini in Absentia
- Dario Oppido in L'uomo che cadde sulla Terra
- Antonio Sanna ne I predatori dell'arca perduta (ridoppiaggio)
- Luigi La Monica in Air Force - Aquile d’acciaio 3 (ridoppiaggio)